# Драйзайтль, Леон
Леон Драйзайтль (нем. Leon Draisaitl; 27 октября 1995, Кёльн, Германия) — профессиональный немецкий хоккеист, выступающий на позиции центрального нападающего за клуб Национальной хоккейной лиги «Эдмонтон Ойлерз». На драфте НХЛ 2014 года выбран «Эдмонтоном» под общим 3-м номером.

## Карьера

### Юниорская
С 2007 по 2011 годы выступал в студенческой бундеслиге за клубы из Кёльна и Мангейма. С 2011 по 2012 играл в Немецкой лиге развития. Сезоны 2012/2013, 2013/2014 и 2014/2015 провёл в Западной хоккейной лиге (WHL), выступая за клубы «Принс-Альберт Рейдерз» и «Келоуна Рокетс». В 2015 году, в составе «Рокетс» стал чемпионом WHL и обладателем «Стэффорд Смайт Мемориал Трофи» (приз вручается самому ценному игроку Мемориального кубка).

### НХЛ
На драфте НХЛ 2014 года был выбран в первом раунде под общим 3-м номером канадским клубом «Эдмонтон Ойлерз». 12 августа 2014 года клуб подписал с игроком трёхлетний контракт новичка.
Свой дебютный матч в НХЛ провёл 9 октября 2014 года против «Калгари Флэймз», а первые очки набрал 24 октября 2014 года, забив шайбу в ворота «Каролины Харрикейнз». Всего в своём дебютном сезоне в НХЛ провёл 37 матчей, после чего клуб его отправил обратно в юниорскую лигу.
8 мая 2017 года в шестом матче второго раунда розыгрыша Кубка Стэнли против «Анахайм Дакс» набрал 5 очков, сделав хет-трик и отдав две результативные передачи.
16 августа 2017 года Леон Драйзайтль подписал новый контракт с «Эдмонтоном» сроком на 8 лет, на общую сумму $ 68 млн.
26 января 2019 года впервые в своей карьере принял участие в матче всех звёзд НХЛ. 26 марта 2019 года забросил три шайбы в ворота «Лос-Анджелес Кингз» и таким образом сделал свой первый хет-трик в регулярных чемпионатах НХЛ, через два дня в матче против «Даллас Старз» Леон набрал 100-е очко в сезоне, став первым немецким хоккеистом в истории НХЛ, которому удалось набрать 100 и более очков за сезон. 6 апреля 2019 года в матче против «Калгари Флэймз» забил свою 50-ю шайбу в сезоне и стал первым хоккеистом из Германии, добравшимся до данной отметки в НХЛ. Всего в регулярном чемпионате 2018/19 провёл все 82 матча в которых набрал 105 (50+55) очков и занял 4-е место в списке лучших бомбардиров сезона и 2-е место в списке снайперов.
25 января 2020 года во второй раз подряд принял участие в матче всех звёзд, в котором отметился 6 (4+2) набранными очками. 2 марта 2020 года во встрече с «Нэшвилл Предаторз» набрал 5 очков, впервые в своей карьере забив 4 шайбы в матче НХЛ, и благодаря чему побил свой прошлогодний персональный рекорд по количеству набранных очков в регулярном чемпионате. По итогам регулярного чемпионата набрал 110 (43+67) очков и стал первым в истории немцем, получившим приз лучшему бомбардиру сезона «Арт Росс Трофи».
26 апреля 2021 года набрал своё 488-е очко в регулярных чемпионатах НХЛ и вышел на 1-е место в списке самых результативных немецких игроков НХЛ, обойдя Марко Штурма, а стал первым немецким хоккеистом, набравшим 500 очков в НХЛ.
В сезоне 2021/22 Леон набрал 110 очков (55+55) в 80 матчах регулярного сезона. Драйзайтль стал четвёртым бомбардиром сезона и лучшим среди европейцев. Среди снайперов немец занял второе место, отстав на 5 шайб от Остона Мэттьюса. В серии первого раунда Кубка Стэнли против «Лос-Анджелес Кингз» набрал 9 очков (5+4). Во втором раунде в серии против «Калгари Флэймз» Драйзайтль в каждом из пяти матчей он набирал не менее трёх очков. В третьем и пятом матчах серии Леон делал по 4 передачи. Всего в пяти матчах серии Драйзайтль набрал 17 очков (2+15) — это рекорд по очкам для серий из пяти матчах, абсолютный рекорд НХЛ по передачам для одной серии и третий результат в истории по очкам для одной серии. Всего в первых 12 матчах плей-офф 2022 года немец набрал 26 очков (7+19).
27 марта 2023 года в матче против «Аризоны Койотис» забросил свою 300-ю шайбу в регулярных чемпионатах НХЛ. По итогам регулярного чемпионата 2022/23 Драйзайтль набрал рекордные для себя 128 (52+76) очков. 3 мая 2023 года в первом матче второго раунда розыгрыша Кубка Стэнли против «Вегас Голден Найтс» оформил покер, забросив 4 шайбы за матч, став первым игроком «Ойлерз» в XXI веке, кому удалось это в плей-офф.
5 апреля 2024 года сделал 2 передачи в игре против «Колорадо» (6:2). Первая передача стала 100-м очком Драйзайтля в сезоне 2023/24, а вторая передача стала 500-й в карьере в НХЛ. Драйзайтль 5-й раз в карьере набрал 100 очков за сезон. 6 апреля забросил шайбу в ворота «Калгари» (4:2). Драйзайтль 5-й раз в карьере забросил не менее 40 шайб за сезон.
18 мая 2024 года набрал 2 очка (0+2) в шестом матче серии второго раунда плей-офф против «Ванкувер Кэнакс». Вторая передача стала 100-м очком (39+61) Драйзайтля в плей-офф Кубка Стэнли в 60 матчах. За всю историю НХЛ только два хоккеиста набирали 100 очков быстрее — Уэйн Гретцки (43) и Марио Лемьё (50). Драйзайтль набирал очки во всех 11 матчах со старта плей-офф 2024 года, при чём только два раза менее 2 очков.

### Международная
На международном уровне представляет Германию. Участник юниорских чемпионатов мира 2012 и 2013 годов, молодёжных чемпионатов мира 2013 и 2014.
Первым турниром для игрока за основную сборную стал чемпионат мира 2014 года.
На кубке мира 2016 представлял сборную Европы, которая была составленна из хоккеистов европейских стран, за исключением игроков из России, Финляндии, Швеции и Чехии.

## Вне льда
Леон Драйзайтль является сыном бывшего немецкого хоккеиста чешского происхождения Петера Драйзайтля. Хоккеем начал заниматься с пяти лет. Кумирами игрока являются: хоккеист Павел Дацюк и футболист Криштиану Роналду.

## Награды и достижения
| Год  | Команда          | Достижение         |
| ---- | ---------------- | ------------------ |
| 2015 | «Келоуна Рокетс» | Кубок Эда Чиновета |

| Год                    | Команда           | Достижение                                           |
| ---------------------- | ----------------- | ---------------------------------------------------- |
| 2019, 2020, 2022, 2023 | «Эдмонтон Ойлерз» | Участник матча всех звёзд (4)                        |
| 2020                   | «Эдмонтон Ойлерз» | Обладатель «Арт Росс Трофи»                          |
| 2020                   | «Эдмонтон Ойлерз» | Обладатель «Харт Мемориал Трофи»                     |
| 2020                   | «Эдмонтон Ойлерз» | Обладатель «Тед Линдсей Эворд»                       |
| 2020                   | «Эдмонтон Ойлерз» | Попадание в первую символическую сборную всех звёзд  |
| 2023                   | «Эдмонтон Ойлерз» | Попадание во вторую символическую сборную всех звёзд |

| Год  | Команда                 | Достижение                                                                    |
| ---- | ----------------------- | ----------------------------------------------------------------------------- |
| 2012 | «Юнгадлер Мангейм»      | Игрок года Немецкой лиги развития                                             |
| 2014 | «Принс-Альберт Рейдерз» | Первая сборная Всех звёзд Восточной конференции Западной хоккейной лиги (WHL) |
| 2015 | «Келоуна Рокетс»        | «Стэффорд Смайт Мемориал Трофи»                                               |
| 2015 | «Келоуна Рокетс»        | «Эд Чиновет Трофи»                                                            |
| 2015 | «Келоуна Рокетс»        | «WHL плей-офф MVP»                                                            |

## Статистика
| Легенда | Легенда                    | Легенда | Легенда                   | Легенда | Легенда    |
| ------- | -------------------------- | ------- | ------------------------- | ------- | ---------- |
| И       | Количество проведённых игр | Штр     | Штрафное время            | +/−     | Плюс-минус |
| Г       | Голы                       | П       | Голевые передачи          | О       | Очки       |
| -       | Статистика неизвестна      | —       | Статистика не учитывалась |         |            |